# Chiesa di Santa Maria Assunta (Ronco Scrivia)
La chiesa di Santa Maria Assunta è un luogo di culto cattolico situato nella frazione di Borgo Fornari, in via Giuseppe Mazzini, nel comune di Ronco Scrivia nella città metropolitana di Genova. La chiesa è sede della parrocchia omonima del vicariato della Valle Scrivia dell'arcidiocesi di Genova.

## Storia

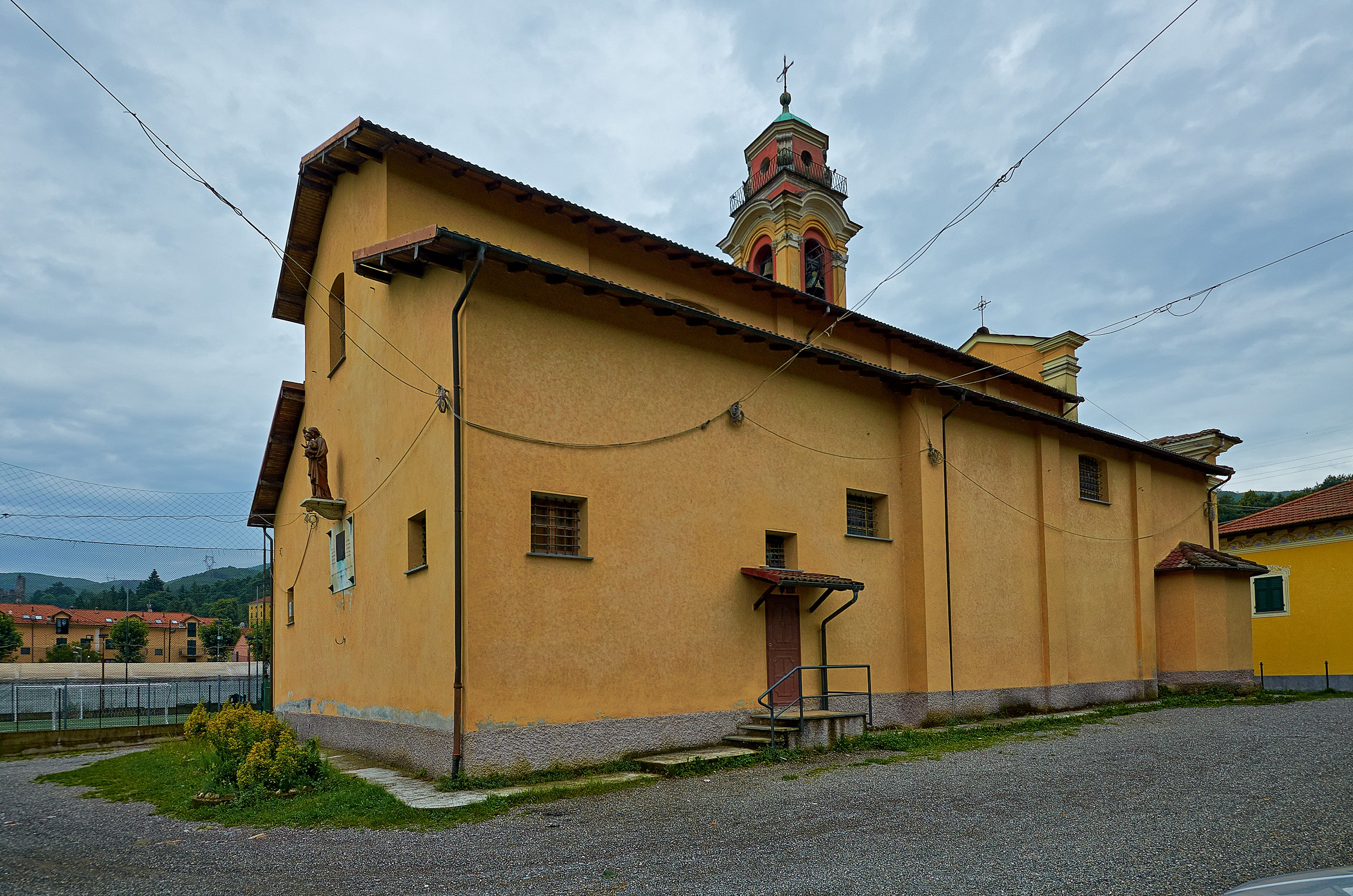
Particolare della struttura

La chiesa sorge un poco discosta dal paese, come è frequente nelle antiche pievi, e si presenta con i caratteri di un barocco piemontese insolitamente leggero: è stata infatti completamente rifatta, per volontà dell'arciprete don Giovanni Roggerone, nel 1913, epoca a cui risalgono anche gli affreschi che ornano l'interno.
La pieve di Santa Maria Assunta è però assai antica: l'antica pieve di Santa Maria di Ceta - la denominazione "Ceta" (dal monte vicino, ora detto Rivà) compare già in un documento del 1127 - viene nominata per la prima volta in un elenco del 1198 anche se alcuni storici, quali Arturo Ferretto e Goggi, trovano la segnalazione della chiesa in un documento del 13 giugno 1208, con il quale il vescovo di Tortona concede all'abate di Rivalta Scrivia il permesso di edificare nel territorio della pieve una chiesa con annesso monastero.
Originariamente si faceva risalire la sua costruzione nel periodo che va dal IV al VI secolo, ma tale affermazione dello storico Lorenzo Tacchella è stata in seguito non ritenuta valida. La pieve, con le parrocchie di San Giorgio di Busalla, San Martino di Ronco Scrivia, San Michele di Isola del Cantone e Fraconalto, da essa dipendenti, è sottoposta inizialmente alla diocesi di Tortona fino alla metà del XIII secolo ed è papa Innocenzo IV ad assegnare la chiesa e le altre suffraganee all'arcidiocesi di Genova tramite la bolla pontificia del 3 giugno 1248. Secondo Arturo Ferretto la reale datazione di tale bolla papale risalirebbe invece al 10 gennaio del 1250.
Nel 1580, l'arciprete Giorgio Morando dà inizio ai registri parrocchiali. In particolare, il 1º ottobre dello stesso anno, viene registrato il primo atto di battesimo.
Nel 1582, il vescovo di Novara monsignor Francesco Bossi, in qualità di visitatore apostolico, visita la pieve, trovandola in pessimo stato. In quegli anni la chiesa, oltre all'altare maggiore, aveva altri quattro altari, dedicati a san Michele, san Martino, santa Maria e san Giovanni Battista.
La chiesa subisce gravi danneggiamenti nel 1625 a seguito della guerra tra la Repubblica di Genova e il Ducato di Savoia e pertanto, nel 1650, il vecchio edificio viene abbattuto per procedere alla costruzione dell'attuale chiesa di Santa Maria Assunta, completata nel 1666; questa ha avuto un rifacimento nel Settecento in seguito a un incendio appiccato dagli Austriaci. In rovina all'inizio dell'Ottocento, è nuovamente ricostruita.
Nel 1889, la chiesa aveva sette altari. Il primo a destra dell'ingresso era dedicato a san Giuseppe, mentre lo stesso, prima del 1771, era dedicato a santa Lucia. Il secondo era dedicato a san Giovanni Battista e il terzo, a capo della navata, a Nostra Signora del Rosario. Quarto era, quindi, l'altare maggiore, l'unico in marmo con balaustra anch'essa in marmo. A sinistra, il primo altare, prima dedicato a san Carlo Borromeo, nel 1838 venne destinato al culto di san Francesco d’Assisi. Il secondo altare era dedicato al Santissimo Crocifisso, con quadro dipinto in tela. In capo alla navata, dove originariamente c'era l'altare di san Michele, nel 1876 fu costruito l'altare di Nostra Signora Assunta.

## Descrizione

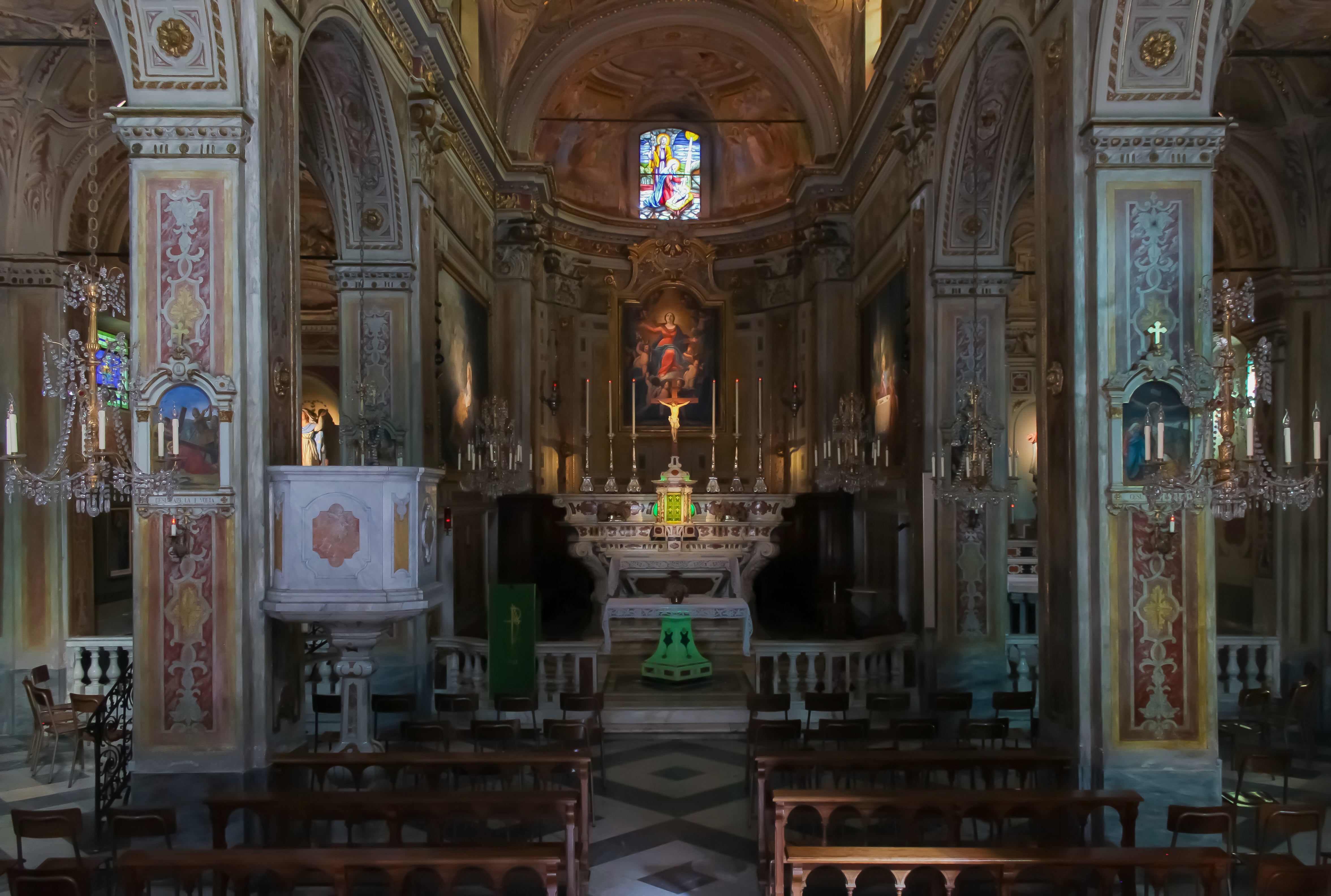
La navata centrale

L'edificio attuale riflette il rifacimento del 1913; i recenti interventi di restauro (1984-85) hanno voluto essere prevalentemente di rafforzamento delle strutture portanti e conservativi. In particolare, il restauro degli stucchi e delle parti affrescate è stato diretto ed eseguito dai pittori Angelo Petrucci e Mauro Repetto.
L'interno è suddiviso in tre navate e possiede ornamenti in oro, stucchi e pregevoli affreschi. Nel presbiterio è collocato il monumentale altare secentesco in marmo, decorato dello stemma degli Spinola.
Ai lati dell'altare maggiore si trovano due cappelle: a sinistra quella dell'Assunta, sul cui altare, donato dalle benefattrici Nicoletta e Rina Carpaneto, è presente una statua del 1878 dello scultore Paolo Olivari di Genova, e a destra quella del Sacro Cuore (già di Nostra Signora del Rosario), con statua di Antonio Canepa, 1916.
I due altari rimanenti, dedicati a san Giuseppe e a Nostra Signora Immacolata e sante vergini, sono entrambi in marmo. Il primo fu costruito a spese di Geo Davidson e il secondo a spese di Vincenzo e Gigetta Borzone, ai quali si devono anche la statua del Sacro Cuore e la costruzione del Ricreatorio Parrocchiale nel 1937.
Il pulpito, donato da don Roggerone, risale al 1913, mentre sulla controfacciata, dal 1822, è presente l'organo a canne.

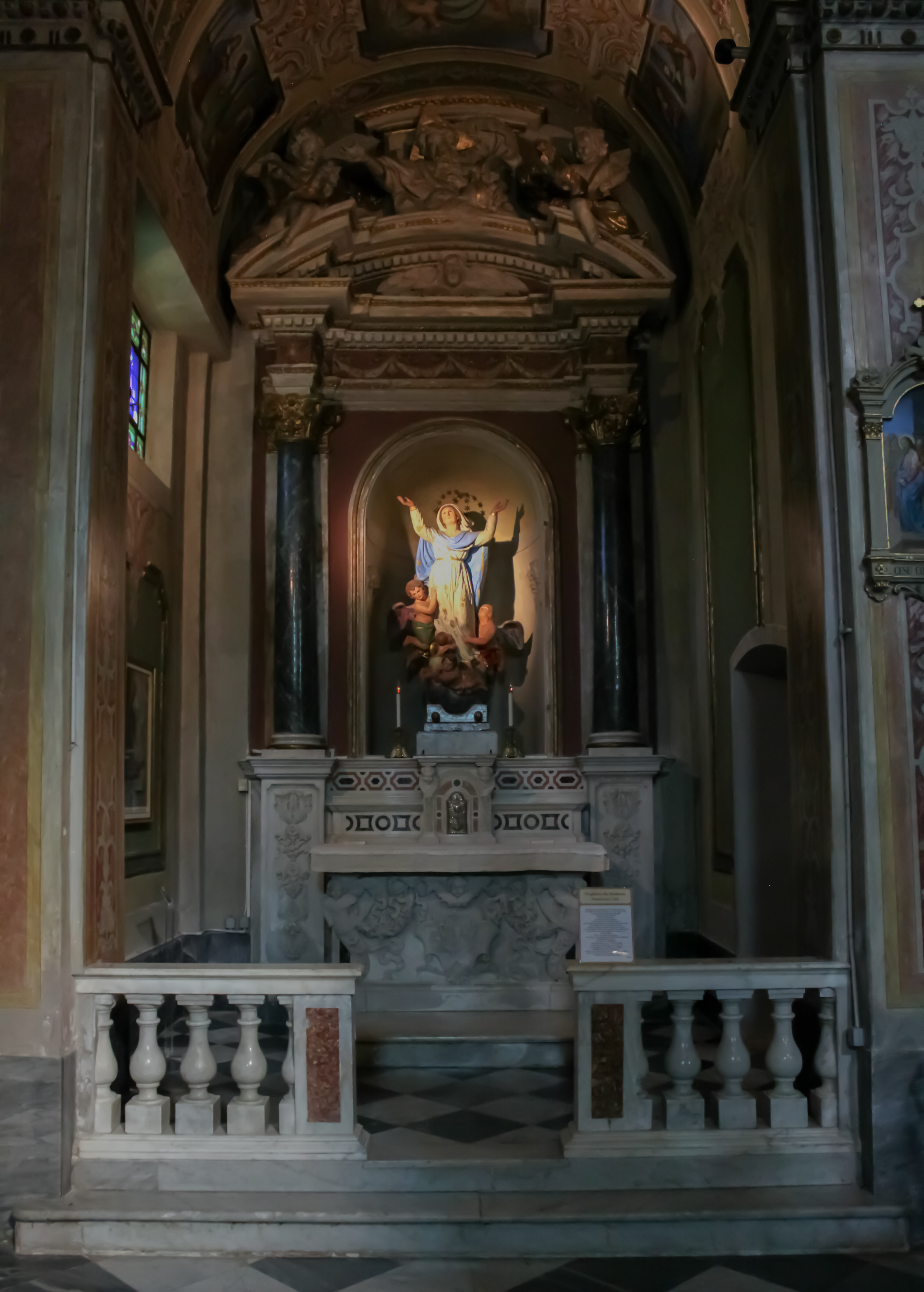
La cappella dell'Assunta

La decorazione ad affresco è stata compiuta per intero dal pittore Rodolfo Gambini.
Nel presbiterio, a lato del Vangelo è raffigurato Gesù nell’orto del Getsemani e a lato dell'Epistola Apparizione ai Discepoli di Emmaus. Nel coro è possibile ammirare un quadro del Settecento raffigurante l'Assunta.
In alto nella volta, si ammirano gli affreschi di: Incoronazione della Madonna, Madonna del Rosario, Sant'Anna e Beata Maria Vittoria Fornari Strata, discendente dei feudatari e fondatori del paese.
Pure del Gambini sono gli affreschi raffiguranti la Via Crucis.
La chiesa è ricca di arredi e paramenti pregiati. Due dipinti meritano particolare attenzione: La Flagellazione di Giovanni Raffaele Badaracco, pittore aderente alla pittura genovese, e il San Giovanni Battista nel deserto di Giovanni Andrea De Ferrari, opera databile al terzo decennio del XVII secolo. Alcune vetrate furono realizzate dal maestro d'arte vetraria di Alessandria Luigi Costa.

## Il campanile
Secondo quanto risulta da una carta topografica del 1645, il campanile della vecchia pieve era posto a lato del coro a sinistra. Esso era fornito di due campane, fuse nel 1374 dal maestro Carlo Lanxarotto. La torre campanaria fu riedificata nel 1752 a lato della facciata, dove si trova tuttora. Nel 1983 fu completamente restaurata. Nel 1770 era fornita di tre campane; attualmente le campane sono cinque, un concerto fuso in tonalità di Re♭3 maggiore nel 1886 dalla fonderia Pasquale Mazzola di Valduggia. Le campane sono le più grandi della valle Scrivia, pesando la maggiore circa quindici quintali.